# Gustav Tischer

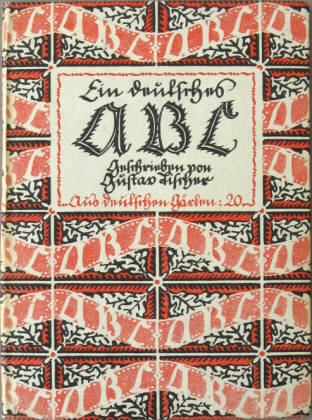
Ein deutsches ABC (1929)

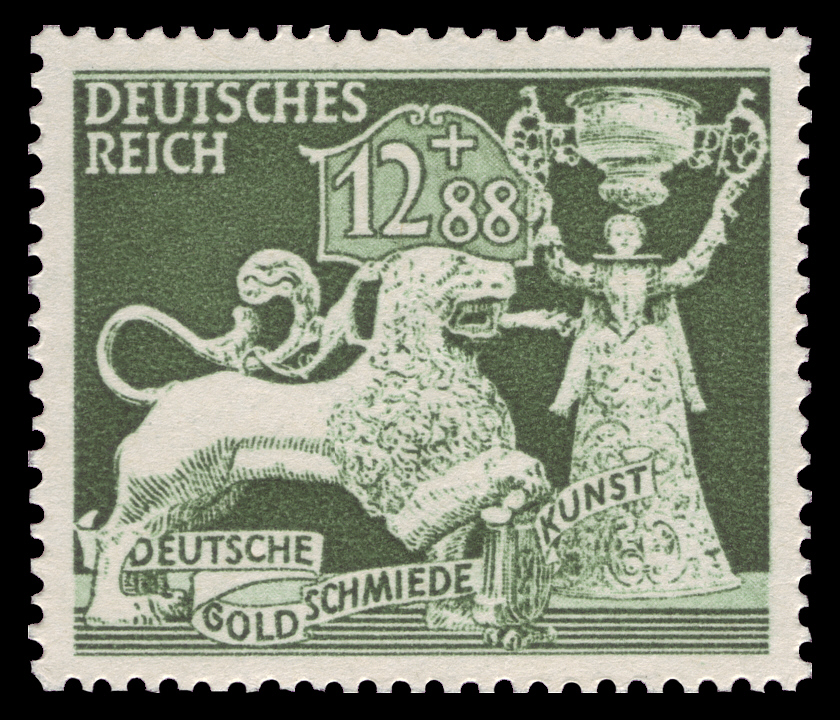
Briefmarke 1942

Gustav Tischer (geboren 18. Januar 1877 in Kirchhain, Lausitz; gestorben 24. April 1945 in Berlin-Lichterfelde) war ein deutscher Maler, Illustrator, Graphiker und Schriftzeichner.

## Leben
Gustav Tischer besuchte die Kunstgewerbeschule Berlin und die Kunstgewerbeschule Dresden. Er wurde Fachlehrer und später Studienrat an der Kunstgewerbe- und Handwerkerschule Berlin-Ost.
Nach seinen Aquarellen entstand um 1900 eine Postkarten-Serie deutscher Rathäuser. Tischer entwarf 1903 drei Sammelbilderfolgen für die Schokoladenfirma Stollwerck. Er illustrierte Jugendbücher, schuf Exlibris und arbeitete als Schriftzeichner. Mit seiner Frau Käte Tischer schuf er ein Buch „geschriebener Lieder“.

## Werke
- Ein deutsches ABC. Deutsche Gedanken, deutsche Landschaft in deutscher Schrift (= Aus deutschen Gärten Band 20). Weimar : Duncker, ohne Jahresangabe (1929)
- mit Käte Tischer: Zu Zweien. Geschriebene Lieder (= Aus deutschen Gärten Band 21). Weimar : Duncker, ohne Jahresangabe (1929)